# Bankdrücken

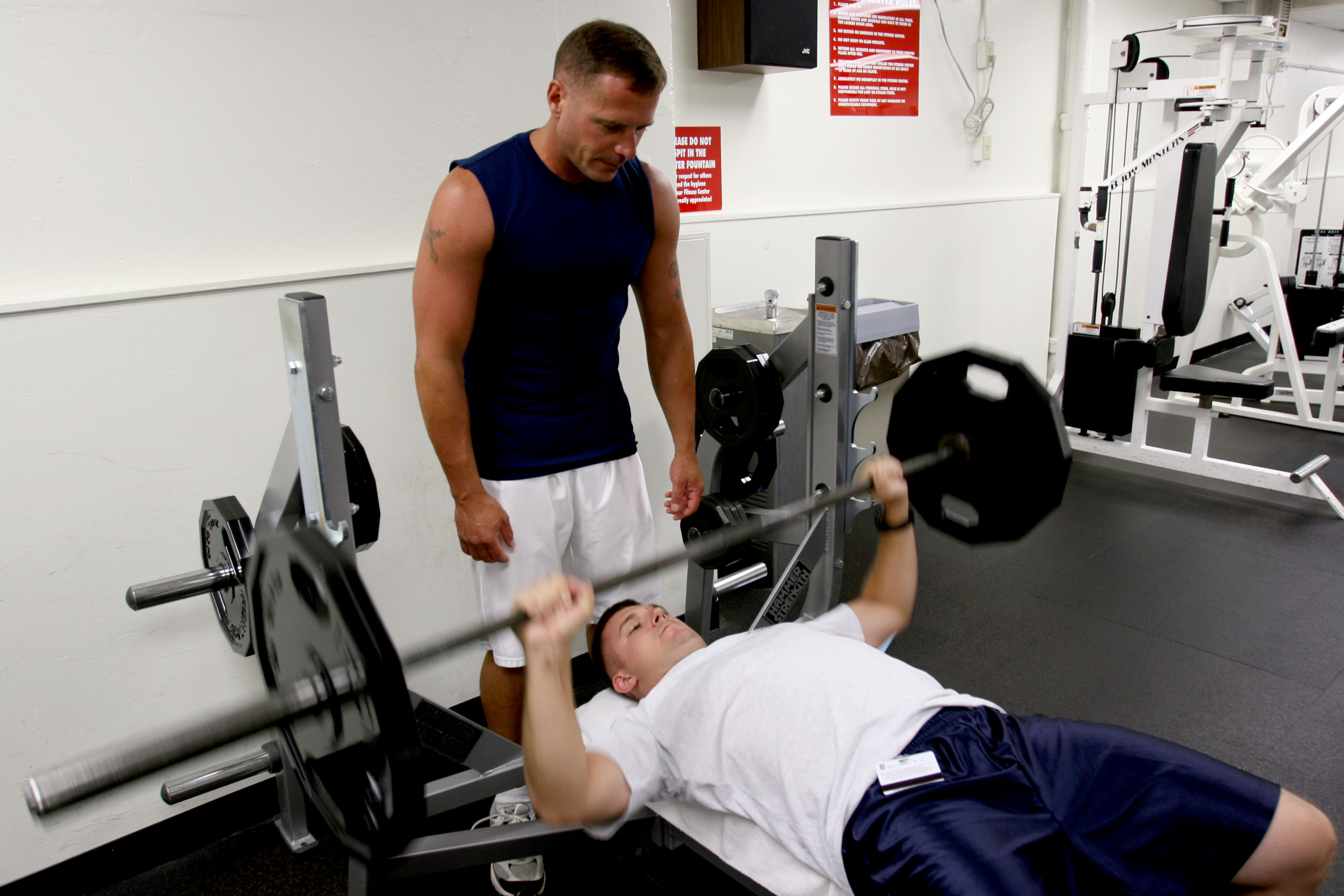
Sportler beim Bankdrücken mit einer Langhantel. Während der Ausführung wird er durch eine zweite Person gesichert.

Bankdrücken ist eine Grundübung im Krafttraining sowie eine Sportart aus dem Bereich Kraftsport. Neben dem Kniebeugen und Kreuzheben ist es eine Teildisziplin des Kraftdreikampfs, außerdem gibt es nationale und internationale Meisterschaften, auch Weltmeisterschaften im Bankdrücken, die von der International Powerlifting Federation veranstaltet werden. Im Bodybuilding und vielen anderen Sportarten ist Bankdrücken weit verbreitet, um die Brustmuskeln auszubilden.
Im Behindertensport ist das Bankdrücken eine Wettkampfdisziplin der Paralympischen Sommerspiele und anderer nationaler und internationaler Wettbewerbe.

## Übungsausführung
Auf dem Rücken liegend wird mit beiden Händen ein Gewicht abgesenkt und wieder nach oben gedrückt.
Bankdrücken wird im Einzelnen so ausgeführt: Man legt sich rücklings auf eine Flachbank, sodass sich die Langhantelstange in der Halterung senkrecht über dem Kopf des Trainierenden etwa auf Höhe der Augen befindet. Die Füße stehen fest am Boden, die Hantelstange wird mit den Händen etwas mehr als schulterbreit gegriffen. Die Rückenstrecker werden angespannt, wodurch ein leichtes Hohlkreuz entsteht. Zusätzlich werden die Schulterblätter nach hinten gezogen, was das Schultergelenk stabilisiert. Nun wird das Gewicht auf die Brust oder den oberen Teil der Bauchmuskeln abgesenkt, wobei die Ellenbogen nicht nach außen geschoben, sondern leicht nach innen geführt werden. Die Schulterblätter bleiben während der gesamten Ausführung nach hinten gezogen und die Rückenstrecker angespannt. Die Hantel wird bis auf die Brust herabgelassen. Jetzt wird die Hantel nach oben gedrückt, wobei die Arme durchgestreckt werden. Am oberen Punkt der Bewegung angekommen, wird die Hantel sofort wieder in die Rückbewegung geführt. Man kann die Übung auch mit einem engen Griff durchführen, wenn man verstärkt den Trizeps trainieren will. Generell gilt: Je breiter der Griff, desto kleiner der Bewegungsradius und desto mehr wird der Musculus deltoideus beansprucht.
Alternativ zur Flachbank kann die Übung auch auf einer Schrägbank durchgeführt werden. Je aufrechter die Bank ist, desto stärker liegt die Belastung beim Musculus deltoideus und dem oberen Bereich des Musculus pectoralis major.
Man kann die Übung auch auf einer Negativbank durchführen. Dadurch verschiebt sich die Belastung von der vorderen Schulter und der oberen Brust mehr auf die unteren Fasern des Brustmuskels.
Die Übung kann auch an einer Maschine durchgeführt werden. Die maschinelle Führung kann einen günstigen Bewegungsablauf erschweren. Zudem werden dabei weniger Muskeln zur Stabilisierung eingesetzt. Dafür sinkt bei höheren Gewichten das Verletzungsrisiko.
Bei der Variante mit Kurzhanteln ähnelt der Bewegungsablauf dem Bankdrücken mit Langhantel. Hierbei werden zusätzliche Muskelfasern im gesamten Oberkörper beansprucht. Das liegt daran, dass es mehr Koordination und auch Kraft erfordert, zwei einzelne Hanteln nach oben zu drücken als eine Stange. So kann in der Regel beim Kurzhantelbankdrücken auch nicht so viel Gewicht wie bei der Langhantel-Variante verwendet werden.

## Beteiligte Muskulatur
- Musculus pectoralis major (Brust)
- Musculus pectoralis minor (Brust)
- Musculus deltoideus (vorderer Anteil) (Schulter)
- Musculus triceps brachii (Trizeps)

## Besondere Hinweise
Da viele Muskeln an der Bewegung beteiligt sind (große Muskelschlinge), ist der Trainingseffekt sehr hoch.
Falsche Ausführung und zu schweres oder zu häufiges Training erhöhen das Risiko der Verletzung der vorderen Band- und Kapselstrukturen des Schultergelenks: Liegt der Athlet nicht in der korrekten Position mit nach hinten gezogenen Schulterblättern, wird der Kopf des Oberarmknochens nach vorne gegen die Gelenkkapsel und den Bandapparat gedrückt.
Ob Bankdrücktraining gezielt nur Teile der Brustmuskulatur vor allem ansprechen kann, ist umstritten. Die Theorie, dass bei einer positiven Bankneigung (Schrägbankdrücken) intensiver der obere Teil des Brustmuskels trainiert wird als bei einer flachen oder negativen, war nie wissenschaftlich fundiert.
Neue Messungen ergaben, dass die Aktivierung des Großen Brustmuskels abhängig vom gewählten Gewicht und vom Winkel zwischen Oberarm und Rumpf ist und somit von der Bankneigung.
Bei negativer Bankneigung, wodurch sich ein Oberarm-Rumpf-Winkel kleiner als 90° ergibt, kann man das höchste Gewicht bewältigen und daher mit der größten Intensität alle drei Anteile trainieren. Dies machen sich Kraftdreikampfathleten zu Nutze, indem sie, während sie in Rückenlage auf der Bank liegen, ihren unteren Rücken stark überstrecken und somit eine Brücke bauen, um einen Oberarm-Rumpf-Winkel kleiner als 90° zu erhalten. Bei dieser Methode wird das Gewicht auf mehrere Muskeln verlagert, wie zum Beispiel die Rotatoren und den Trizeps. Viele Athleten sehen diese Ausführung als ungesund für die Wirbelsäule, jedoch kann die Belastung der Wirbelsäule durch korrekte Ausführung und guten Trainingszustand ungefährlich vermindert werden. Zu einem guten Trainingszustand und somit zu einer sicheren Ausführung führen Übungen, die die innere Rückenmuskulatur trainieren, wie zum Beispiel Kreuzheben.

## Weltrekorde
Die Liste enthält die absoluten Weltrekorde seit der Einführung des Kraftdreikampfes.
| Jahr            | Rekord                                                                                           |
| --------------- | ------------------------------------------------------------------------------------------------ |
| Ende 60er Jahre | Bankdrückleistung ungefähr 230 kg Paul Anderson soll 283 kg (625 Pfund) gedrückt haben.          |
| 1969            | Pat Casey Bankdrückleistung 272 kg – Erstmals über 600 Pfund (= 272 kg)                          |
| 1980            | Bill Kazmaier Bankdrückleistung minimal über 300 kg (661 lb) – Erstmals 300-kg-Grenze gebrochen. |
| 1982            | Ted Arcidi Bankdrückleistung 303 kg                                                              |
| 1990            | Kenneth Lain Bankdrückleistung 327 kg (721 lb).                                                  |
| 1995            | Chris Confessore Bankdrückleistung 336 kg (741 lb).                                              |
| 1996            | Tim Michael Bankdrückleistung 354 kg (780 lb) – erstmals 350-kg-Grenze gebrochen.                |
| 1998            | Ryan Kennelly Bankdrückleistung 363 kg (801 lb) – erstmals 800-lb-Grenze überschritten.          |
| 1999            | Gene Rychlak Bankdrückleistung 408 kg (erstmals 900-lb-Grenze überschritten)                     |
| 2004            | Gene Rychlak Bankdrückleistung 455,9 kg (1005 lb)                                                |
| 2006            | Scot Mendelson Bankdrückleistung 457,2 kg (1.008 lb) (Februar).                                  |
| 2006            | Gene Rychlak Bankdrückleistung 458,1 kg (1.010 lb) (Dezember).                                   |
| 2007            | Ryan Kennelly Bankdrückleistung 469,9 kg (1.036 lb).                                             |
| 2007            | Ryan Kennelly Bankdrückleistung 476,3 kg (1.050 lb) (Dezember).                                  |
| 2008            | Ryan Kennelly Bankdrückleistung 487,2 kg (1.074 lb) (13. Juli).                                  |
| 2020            | Will Barotti Bankdrückleistung 501,2 kg (1.105 lb).                                              |

Diese Liste enthält die Weltrekorde der Frauen nach IPF-Standards
| Jahr | Person                        | Rekord                 |
| ---- | ----------------------------- | ---------------------- |
| 2015 | Lonn Sandra aus Schweden      | 235,0 kg (single lift) |
| 2014 | Hugdal Hildeborg aus Norwegen | 227,0 kg               |